# Ernst Leuschner

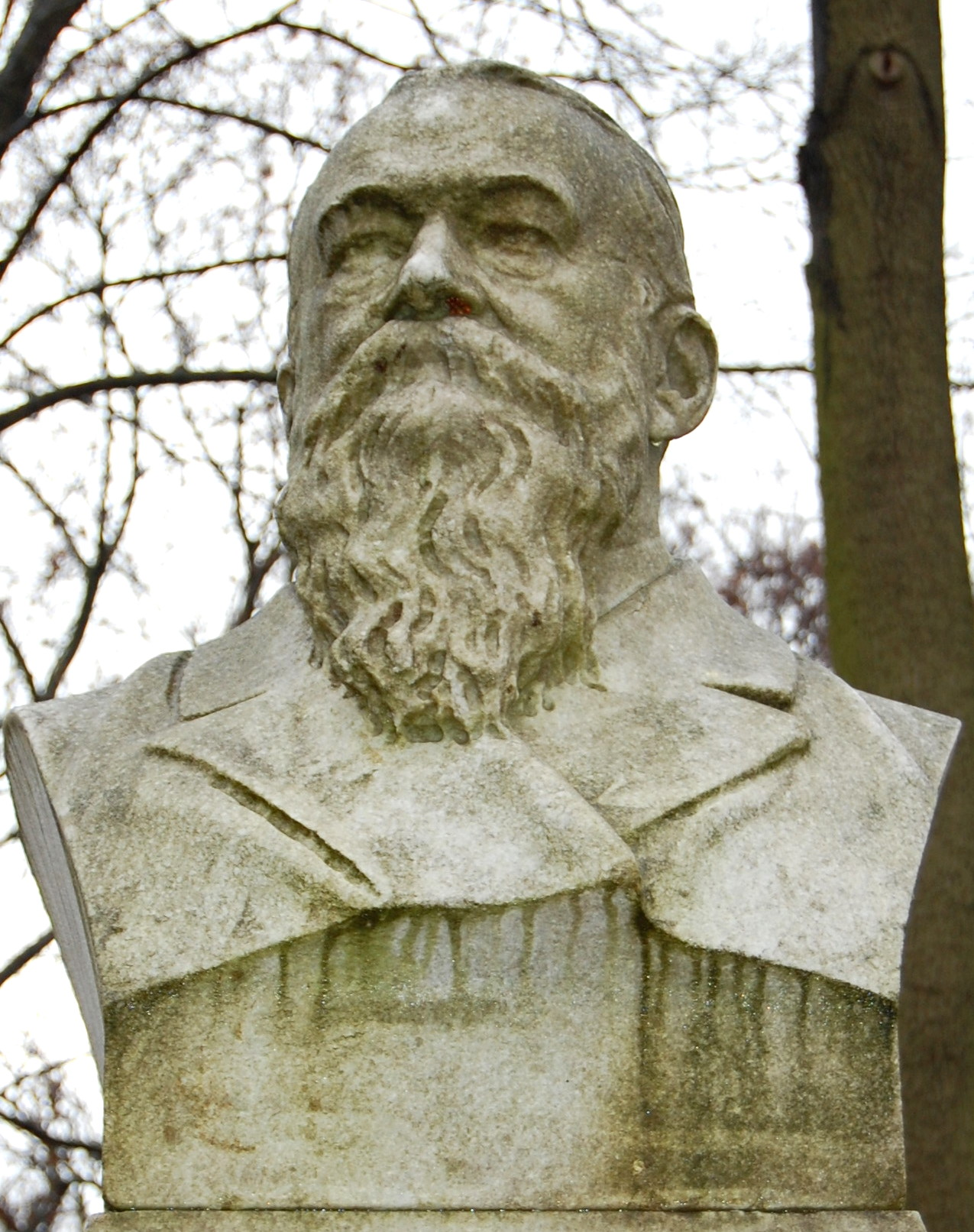
Ernst Leuschner

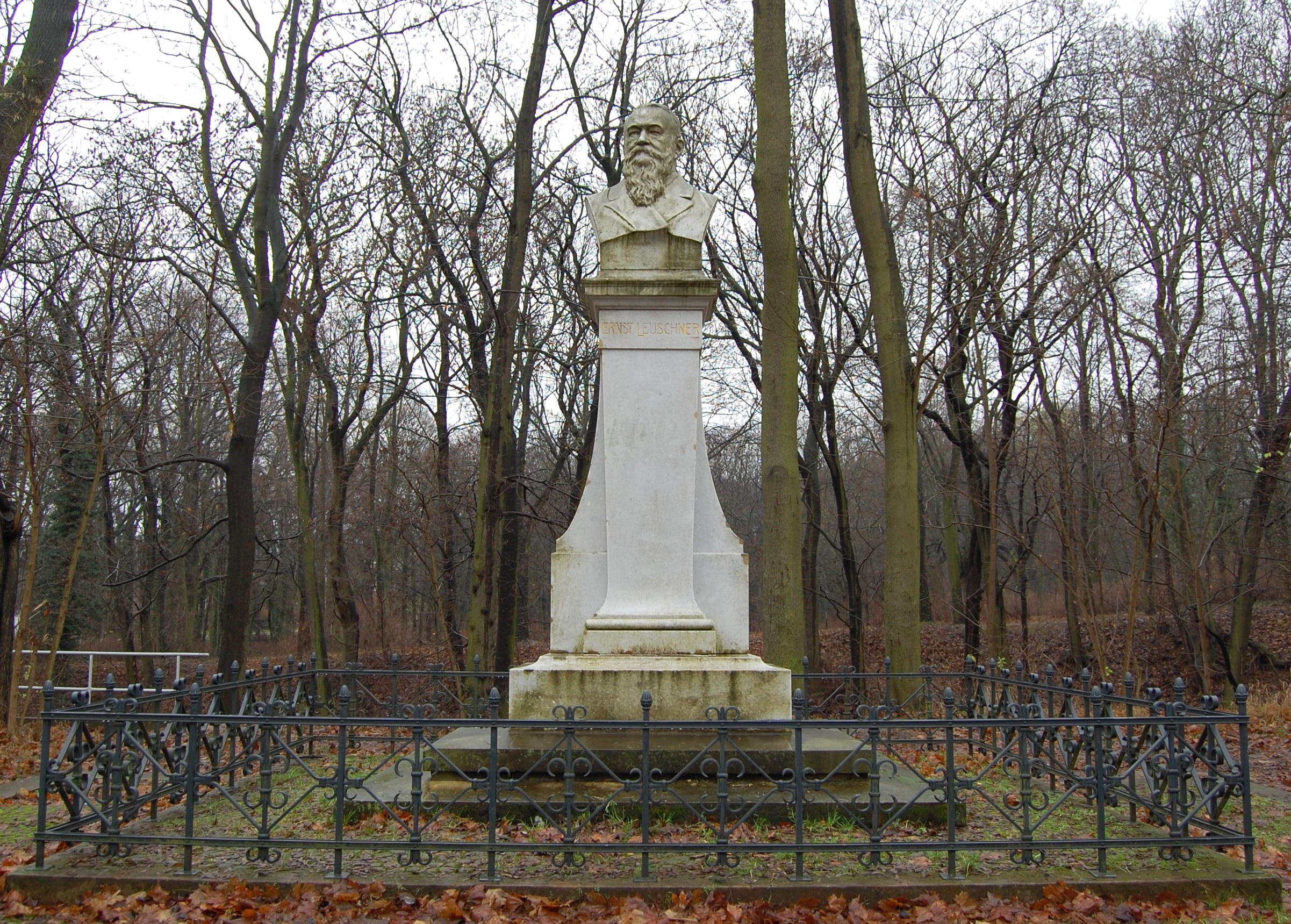
Denkmal für Ernst Leuschner in Lutherstadt Eisleben

Ernst Leuschner (* 23. März 1826 in Waldenburg; † 3. Mai 1898 in Eisleben) war ein deutscher Bergbeamter, Montanunternehmer und Politiker.

## Ausbildung und Bergbeamter
Bereits sein Vater hatte Anteile an Steinkohlegruben in Waldenburg/Niederschlesien. Daher trat Leuschner nach dem Abitur in den Bergmannsberuf ein. Nach einer praktischen Tätigkeit studierte er in Berlin, Breslau und Halle. Nach dem Assessorexamen 1856 war er kurze Zeit Berggeschworener für das Salzwerk in Dürrenberg. Danach wurde er Bergmeister am Bergamt Saarbrücken. Im Jahr 1858 wurde Leuschner Oberbergrat im Oberbergamt Halle, ehe er 1860 Direktor des Bergamtes in Tarnowitz wurde.

## Leiter der Mansfelder Kupferschieferbauende Gewerkschaft
Im Jahr 1861 wechselte Leuschner in die Privatwirtschaft und übernahm die Oberleitung über die „Mansfelder kupferschieferbauende Gewerkschaft“ mit Sitz in Eisleben. Ihm gelang es dabei die eigentlich eher arme Lagerstätte maximal auszubeuten und führte technische Neuerungen ein. In der Zeit seiner Leitung stiegen die Belegschaftszahlen von 4819 Mann auf 18963 Mann an.

## Politik
Leuschner war darüber hinaus auch politisch aktiv. Ab 1866 war er Vorsitzender der Stadtverordnetenversammlung von Eisleben. Von 1879 bis 1881 gehörte er dem Preußischen Abgeordnetenhaus an. Von 1881 bis 1898 war er auch Mitglied im Reichstag. Leuschner gehörte den Freikonservativen an. Im Jahr 1884 wurde er Mitglied des Volkswirtschaftsrates und des Staatsrates. Er war Mitglied im Vorstand des Alldeutschen Verbandes.

## Ehrungen
Er war Ehrenmitglied zahlreicher wissenschaftlicher Vereinigungen und wurde 1886 zum Ehrenbürger von Eisleben ernannt. Im Jahr 1903 wurde ihm dort mit dem Ernst-Leuschner-Denkmal auch ein Denkmal errichtet.